# Museo della collegiata di Chianciano
Il Museo della collegiata di Chianciano è situato nel settecentesco Palazzo dell'Arcipretura a Chianciano Terme. È una galleria di arte sacra (pitture su tavola e su tela, suppellettili e paramenti sacri) con opere del periodo compreso tra il XIII e il XIX secolo.
Degne di particolare nota sono:
- un grande crocifisso del 1300 di Segna di Bonaventura
- una Madonna lignea della scuola di Nicola Pisano
- un polittico con Madonna e santi del Maestro di Chianciano
- una pala d'altare raffigurante San Giovanni Battista, che sostiene Chianciano (XVI secolo)

## Percorso espositivo e opere
L'itinerario museale si sviluppa in tre sale espositive, lungo il quale sono presentate opere e suppellettile liturgica, databili dal XIV al XIX secolo.

### Sala I
Nella sala sono esposti di notevole interesse storico-artistico: 
- Statua della Madonna con Gesù Bambino in trono (1265 – 1270), in legno policromo,  della bottega di Nicola Pisano.
- Base reliquiario con Santi (XIV secolo), in rame dorato e smalti.
- Gesù Cristo crocifisso (inizio XIV secolo), tavola sagomata già attribuita al Maestro di San Polo in Rosso, è ora riferita a Segna di Bonaventura, proveniente dalla Collegiata.[1]
- Rilievo con Gesù Cristo]benedicente (prima metà del XIV secolo), in marmo, di anonimo scultore, proveniente dalla Collegiata.
- Polittico con Madonna con Gesù Bambino tra san Michele arcangelo, san Giovanni Battista, san Macario e san Bartolomeo (prima metà del XIV secolo), tavola attribuita ad un anonimo pittore senese, allievo di Ugolino di Nerio, che per quest'opera è detto Maestro di Chianciano.[2]
- Assunzione di Maria Vergine (fine XIV – inizio XV secolo), affresco staccato, di Martino di Bartolomeo di Biagio, proveniente dalla Collegiata.[3]
- Madonna con Gesù Bambino detta Madonna dell'Umiltà (fine XIV - inizio XV secolo), tavola di Lorenzo di Niccolò.[4]

### Sala II
La sala conserva opere, fra cui spiccano per valore ed interesse culturale:
- Vetrata con San Giovanni Battista (fine XV secolo), in vetro dipinto, di anonimo artista senese.[5]
- Piccola ancona con San Giovanni Battista sostiene la città di Chianciano (XVI secolo), tavola di un anonimo pittore senese.
- Madonna col  Bambino tra i santi Rocco e Sebastiano (XVI secolo), tavola di Marco Bigio.
- Frammento di dipinto murale con Madonna col Bambino (inizio del XVI secolo), affresco staccato, di anonimo pittore umbro, proveniente dalla Chiesa della Buona Morte, ora dell'Immacolata.
- Reliquiario a braccio di san Giovanni Battista (seconda metà del XVI secolo).
- Madonna del Rosario tra santa Caterina da Siena, san Domenico di Guzman e devoti (1616), olio su tela, di Niccolò Betti, commissionata dalla Confraternita del Rosario.

### Sala III
La sala presenta pregevoli opere ed oggetti liturgici esposti, tra i quali si segnalano:
- Annunciazione (fine XVI – inizio XVII secolo), olio su tela di Niccolò Betti, proveniente dal Monastero di San Michele Arcangelo.
- Annunciazione (1581), olio su tela di Niccolò Betti, proveniente dalla Chiesa della Buona Morte.
- Paramento liturgico rosso (inizio XVI secolo), composto da 3 pezzi (pianeta, stola e manipolo), in velluto.
- Santi Crispino e Crispiniano e loro storie (1780), olio su tela, commissionato come ricorda un'iscrizione su retro del dipinto da Giovan Domenico Sgrelli, Luigi Scarselli e Pietro Carlani.